# About Me

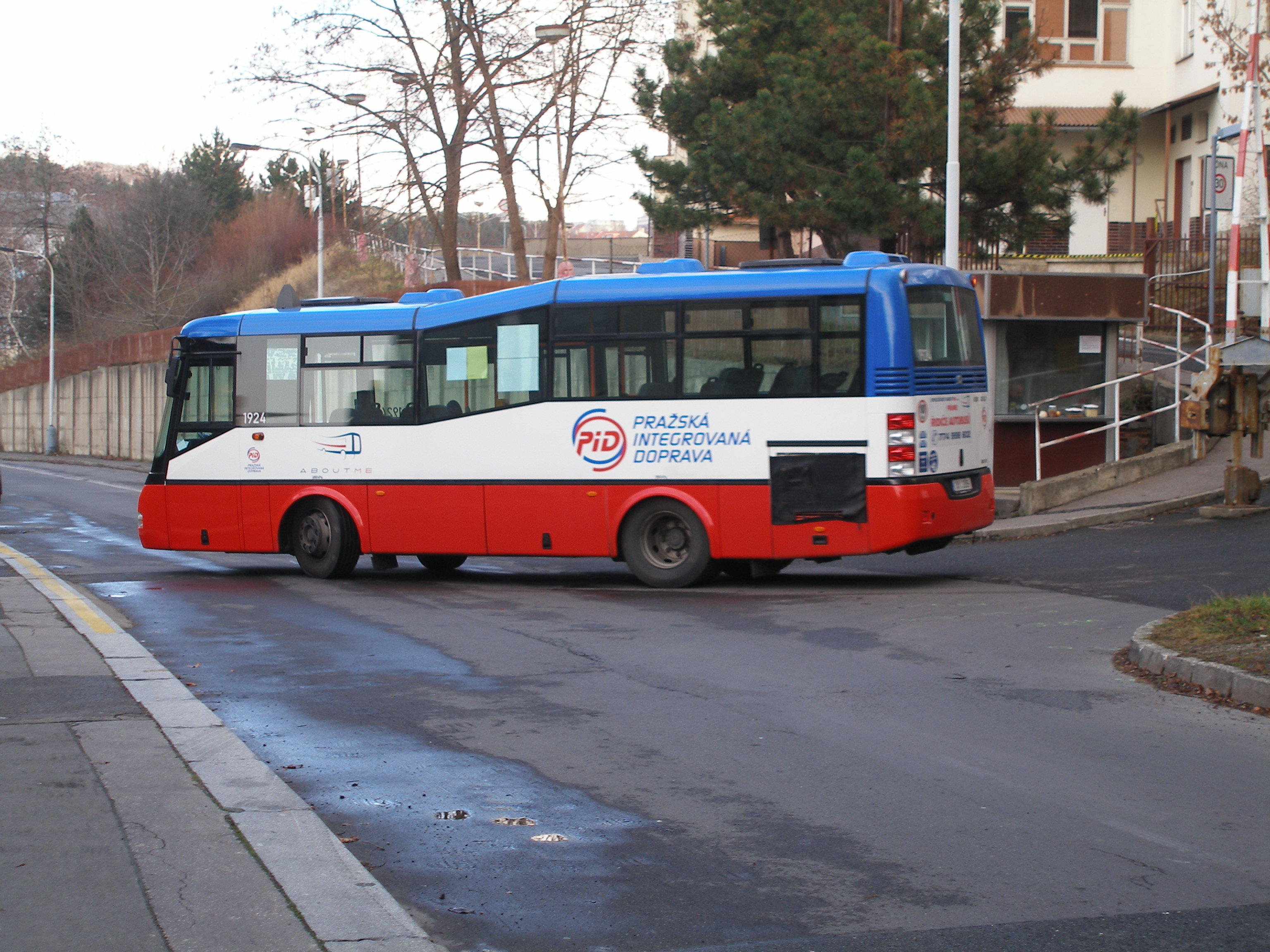
SOR CN 8,5 dopravce About Me na lince 295 v Libni

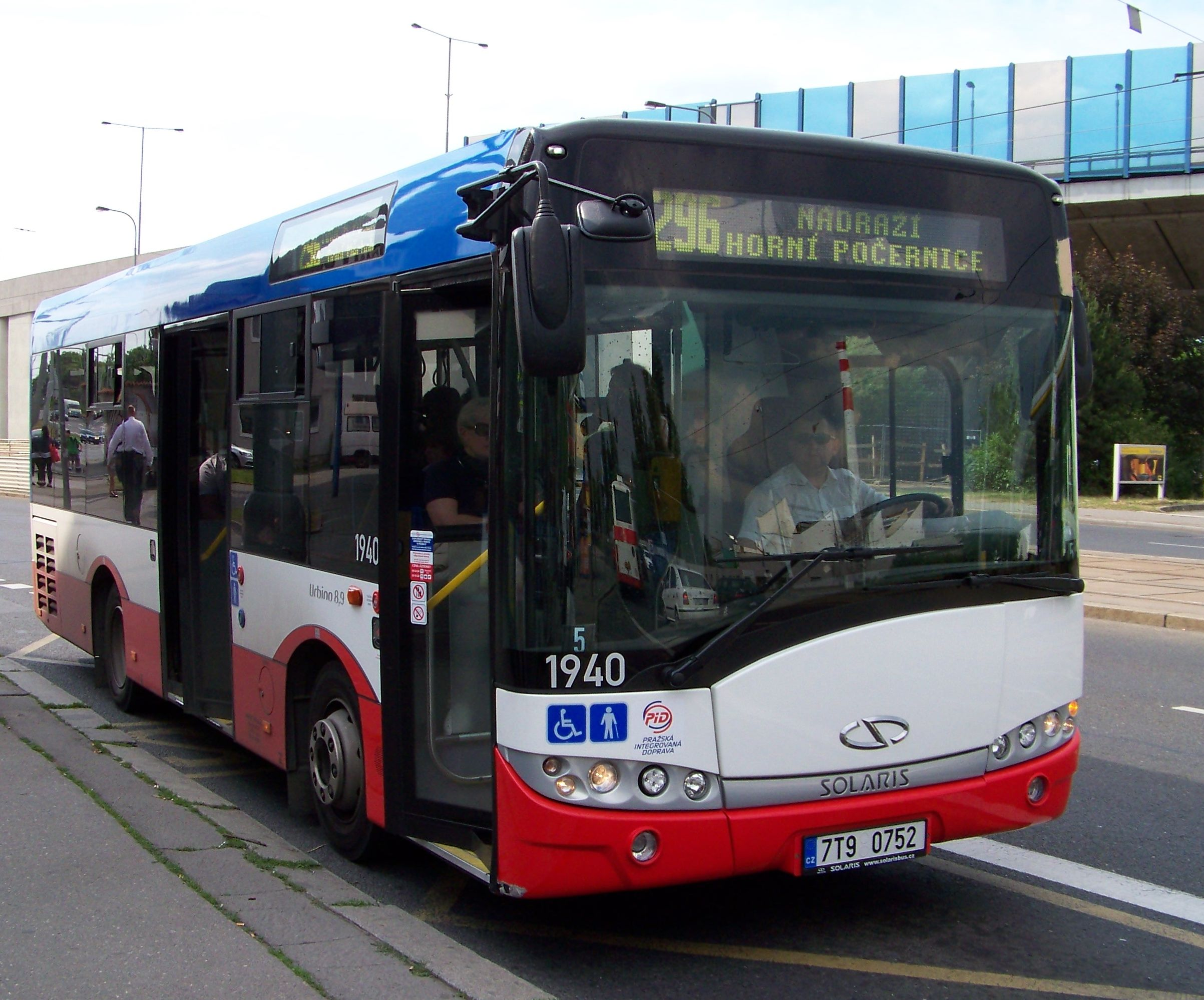
Solaris Urbino 8,9 LE (Solaris Alpino 8,9 LE) dopravce About Me na lince 296 na Zahradním Městě

ABOUT ME s.r.o. je od roku 2010 autobusový dopravce v Praze. Specializuje se na midibusové městské linky Pražské integrované dopravy. Jako jediný dopravce v PID má 100% zastoupení nízkopodlažních vozů. Původním vlastníkem byl Ing. Ondřej Havlíček, později se stal spoluvlastníkem Gábor Gesztes, od 13. června 2018 společnost vlastní Radek Novotný prostřednictvím své společnosti 4check s.r.o.

## Historie a vlastníci společnosti
Společnost byla zapsána do obchodního rejstříku 14. prosince 2009, pravděpodobně jen jako ready-made společnost. Nejprve byla 100% podílníkem společnost KancelPlus, s.r.o. se sídlem v Křenově ulici na Veleslavíně a jednatelem byl Ing. Radim Třešňák z Poděbrad, jednatel a podílník mateřské společnosti.
Od 12. srpna 2010 byl jako 100% podílník zapsán Ing. Ondřej Havlíček ze Smidar, který byl od té doby jediným jednatelem. K 28. února 2011 došlo k rozdělení podílů, Ondřej Havlíček snížil svůj podíl na 60 % a 40% podíl od něj získal Gábor Gesztes z Prahy. Sídlo má společnost na adrese Praha 6, Veleslavín, Křenova 438/7, provozovnu v Hostivaři na adrese U Továren 770/1b.
Od 13. června 2018 se novým vlastníkem stala společnost 4check s.r.o., jejímž vlastníkem a jednatelem je Radek Novotný. Novým ředitelem se stal Radek Novotný.
29. dubna 2020 byla do obchodního rejstříku zapsána dceřiná společnost About Me Bus s.r.o. se sídlem v Praze, Rybná 716/24, Staré Město. Jejím jednatelem je Radek Novotný. 

## Autobusová doprava
Od 10. října 2010 se jako nový a dosud neznámý dopravce stal provozovatelem dvou nových midibusových linek: linky 295 v trase Třeboradice – Čakovice – Obchodní centrum Čakovice – Poliklinika Frýdecká – Českolipská – Poliklinika Prosek – Starý Prosek – Fakultní nemocnice Bulovka a linky 297 v trase v trase Želivského – Třebešín – Malešická stráň – Rektorská – Poliklinika Malešice.
K 12. prosinci 2010 začal provozovat rovněž novou midibusovou linku 296 v trase Nádraží Horní Počernice – Jeřická – Chvaly – Slatiňanská – Obchodní centrum Černý Most – Černý Most – Bryksova – Generála Janouška – Vajgarská – Nádraží Kyje – Sídliště Jahodnice – Hostavice – Novozámecká – Dolní Počernice – Štěrboholy – Obchodní centrum Štěrboholy – Dolní Měcholupy – Nádraží Horní Měcholupy – Boloňská – Sídliště Na Groši – Zahradní Město – Skalka – Michelangelova – Sídliště Skalka.
K 12. prosinci 2010 převzal po dopravci Societa o.p.s. linku H2 pro tělesně postižené (interní kódování linky 797, licenční číslo pravděp. 103002), která byla zároveň prodloužena do trasy (Kodymova – Bucharova – Nemocnice Motol – Vypich – Břevnovská – Hradčanská (V) – Malostranská – Nemocnice Na Františku – Náměstí Republiky (T) –) Florenc – Náměstí Republiky (Z) – Na Smetance – Jiřího z Poděbrad – Nemocnice Vinohrady – Poliklinika Zahradní Město – Centrum Zahradní Město a místo dosavadních minibusů začaly být nasazovány midibusy. K 1. září 2012 byla linka zrušena.
Od 11. prosince 2011 dopravce provozuje novou midibusovou linku č. 168 v trase Nové Butovice – Poliklinika Lípa – Hůrka – Kodymova – K Fialce – Za Mototechnou – Ordovická – Šafránkova – Motol – Nemocnice Motol – Na Šafránce – Nemocnice Na Homolce, což však vzhledem k současnému omezení linky H2 nepředstavovalo nárůst výkonů.
Od prosince 2011 tak dopravce provozoval městské linky PID č. 168, 295, 296 a 297 a zvláštní linku pro tělesně postižené H2.
Od 1. září 2012 začal provozovat nově zřízenou midibusovou linku 138 v trase Sídliště Skalka – Sídliště Spořilov – Sídliště Skalka.
Od 29. června 2013 přestal dopravce provozovat linku 138 v trase Sídliště Skalka – Sídliště Spořilov – Sídliště Skalka, kterou převzal Dopravní podnik hl. m. Prahy a.s., přestal provozovat linku 297 Nemocnice Vinohrady – Poliklinika Malešice, kterou převzala Veolia Transport Praha s.r.o. resp. od 1. července Arriva Praha s.r.o., a začal provozovat linku 293 Milíčov – Poliklinika Budějovická, kterou v předchozí trase provozovala Veolia Transport Praha a.s.
ROPID, město Praha ani dopravce nikdy nezveřejnili, jakým způsobem byl tento dopravce pro zakázky v PID vybrán, to však není obvyklé zveřejňovat ani u jiných dopravců.
V roce 2011 na tohoto dopravce připadlo od 1,48 % výkonů autobusové dopravy v rámci celé PID v prvním čtvrtletí do 1,64 % ve čtvrtém čtvrtletí. V 1. čtvrtletí 2013 na tohoto dopravce připadlo 1,66 % výkonů autobusové dopravy v rámci celé PID.
Ve výběrovém řízení na provozování příměstské autobusové linky 302 Palmovka – Přezletice v období od 15. prosince 2013 do prosince 2023 byla v září 2013 z 8 uchazečů vybrána společnost About Me s.r.o. s nabídkovou cenou 39 068 594,04 Kč za 48 měsíců, což byla nejnižší nabídková cena ze všech zájemců. Objem zakázky byl v nabídkovém řízení odhadnut na 316 511 linkových km/rok (1 266 042 km za 48 měsíců) a 44,38 milionu Kč (uvedeno jako cena za celou zakázku, ve zprávě o výsledku řízení uvedena tatáž cena jako cena za 48 měsíců).
Prozovozané linky v současnosti
Linky v Praze – Platné od 4.2.2024
117 – Poliklinika Budějovická – Lísek – Nádraží Krč – Nemocnice Krč – Sídliště Lhotka – Obchodní Náměstí – Nové Komořany
153 – U Zvonu – Dívčí Hrady – Radlická – Malvazinky – Nad Konvářkou
164 – Sídliště Řepy – Za Slánskou Silnicí – Slánská – Bílá Hora – Vypich – Petřiny – Malovanka
194 – Florenc – Bílá Labuť – Masná – Staroměstská – Malostranské Náměstí – Nemocnice Pod Petřínem
203 – Poliklinika Budějovická – Lísek – Nádraží Krč – Nemocnice Krč – Klárův Ústav – IKEM – Ústavy Akademie Věd – Šeberák – Roztyly – Háje  
242 – Zbraslavské Náměstí – Zbraslav – Škola Lipence – Dolní Černošice 
243 – Lipence – Ke Kazínu – Kazín 
Školní linka  
279 – Sobín – Blatnická – Starý Zličín – Halenkovská – Sídliště Řepy (A dále jako linka 164 směr Malovanka pouze v uvedeném směru je provozovaná) 
Příměstské linky 
331 – (pouze cca polovina spojů, ostatní provozuje jiný dopravce) – Praha Opatov – Hrnčíře – Vestec, Obecní Úřad – Zlatníky-Hodkovice, U Prodejny – Dolní Břežany, Hřiště – Ohrobec – Dolní Břežany, Zálepy 
409 – Úholičky Žel. St. – Úholičky V Chaloupkách – Úholičky – Velké Přílepy, Roztocká – Velké Přílepy – (Statenice, Černý Vůl Hospoda – Horoměrice, Lidl – Zemědělská Univerzita – Suchdol) (v závorce jedou pouze jen v malém rozsahu pracovního dne)
428 – (většina spojů, zbylé 4 provozuje jiný dopravce, přes zastávku Modletice jede pouze 7 spojů) – Říčany, Olivovna – Říčany, Černokostelecká – Říčany, Masarykovo náměstí – Říčany, Voděrádky – Říčany, Jažlovice – Modletice, Doubravice – Modletice, Kaufland – Dobřejovice, Na Návsi (- Modletice) – Jesenice 
461 – (pouze cca polovina spojů, ostatní provozuje jiný dopravce) – Strančice, železniční stanice – Kunice – Kunice, Dolní Lomnice – Velké Popovice – Velké Popovice, Lojovice /- Kamenice, Všedobrovice – Sulice, Želivec – Kamenice, Kulturní dům
469 – (pouze víkendové spoje, ostatní provozuje jiný dopravce) – Strančice, železniční stanice – Strančice, Předboř – Říčany, Jažlovice – Strančice, Otice – Strančice, Všechromy, náves – Světice – Říčany, Masarykovo náměstí – Říčany, nádraží – Říčany, Pivoňková – Říčany, Olivovna

## Hodnocení
Za rok 2011 ROPID zařadil dopravce ABOUT ME mezi 4 dopravce v nejvyšší kategorii hodnocení (dopravce s vysokou kvalitou), zatímco 9 dalších dopravců bylo hodnoceno nižšími stupni.
Za rok 2012 ROPID zařadil dopravce ABOUT ME mezi 8 dopravců v nejvyšší kategorii hodnocení, přičemž spolu s Dopravním podnikem hl. m. Prahy byli jediní dva dopravci, kteří za tento rok splnili požadovanou úroveň náročnosti ve všech standardech.
Za 1. čtvrtletí 2013 ROPID zařadil dopravce ABOUT ME s.r.o. mezi 6 dopravců, kteří dosáhli nejvyššího stupně úspěšnosti, dopravci s vysokou kvalitou; 7 dalších dopravců se umístilo v nižších kategoriích hodnocení. Jediným ze sledovaných standardů, kde se mu nepodařilo dosáhnout požadované úrovně náročnosti, byla čistota vozidel.
V listopadu 2022 této společnosti shořel midibus SOR CN 8,5 ev.č. 1935. Stalo se tomu v zastávce Bojasova, kdy vozu začal hořet motor. Požár se dostal i do interiéru, který jej značně poškodil. Vůz byl po požáru definitivně odstaven a v současnosti je sešrotován. 
V dubnu 2024 této společnosti shořel midibus SOR CN 8,5 ev.č. 1928, jenž dříve jezdil u CDS Náchod. Stalo se tomu 26. dubna letošního roku, kdy na zastávce Ládví směrem na Domov Seniorů Ďáblice chytl motor. Cestující byli evakuováni a nikdo se nezranil. Vůz od požáru už nikdy do provozu nezasáhl a je definitivně odstaven. 
V srpnu 2024 této společnosti kompletně shořel autobus MHD na lince 153 v Praze i přesto, že tento autobus byl den předtím na servisní prohlídce a dva týdny zpět i na STK. Šetřením se navíc zjistilo i stočení tachografu o téměř 100 000 km. Stejný typ autobusu dopravci shořel i v roce 2018.

## Vozový park
V roce 2010 dopravce zahájil provoz s vozovým parkem vozů typu SOR CN 8,5, z toho 4 vozy (pátý měl být dodán vzápětí) patřily přímo dopravci a byly provedeny v červenomodrobílém nátěru PID a dva vozy byly zapůjčené, z toho jeden byl v bílém nátěru a jeden (známý z výstavy Autotec) v červeném. K roku 2013 vlastnil 16 autobusů SOR CN 8,5 (evidenční čísla 1920–1935).
30. ledna 2012 dopravce zařadil do provozu první dva autobusy typu Solaris Alpino 8,9 LE, během roku pak další tři. K roku 2013 provozoval 5 autobusů tohoto typu (evidenční čísla 1936, 1937, 1938, 1939, 1940). Tyto vozy má dopravce v dlouhodobém pronájmu od výrobce Solaris CZECH spol. s r.o. About Me byl prvním dopravcem v České republice, který tento typ autobusů nasadil.
1. ledna 2014, ale zkušebně už několik týdnů předem, provozuje autobusy SOR NB 12 s unikátní třídveřovou úpravou pro příměstskou linku 302.
Dopravce provozoval rovněž různé zapůjčené autobusy, kromě typu SOR CN 8,5 (ev. č. 1936, 1939, 1940, 1941) též typ SOR BN 12 (ev. č. 1939, květen 2011 a jiný vůz v dubnu 2012, v červeném nátěru Veolia) či Solaris Urbino 10 (ev. č. 1939, prosinec 2011 až únor 2012, modrobíložlutý nátěr DP Ostrava), SOR BN 8,5 (září 2012 až leden 2013, červený nátěr, ev. č. 1941), SOR BN 10,5 (ev. č. 1939, červený nátěr, říjen až listopad 2011), BMC Hawk (květen 2011, bez evidenčního čísla PID, se slovenskou poznávací značkou), Irisbus Crossway LE 10.8M (ev. č. 1942, bílý nátěr, září až říjen 2012), Mercedes-Benz Citaro III (ev. č. 1942, bílý nátěr, od prosince 2012).
Od svého vstupu do PID je po celou dobu v rámci tohoto systému dopravcem s nejmladším vozovým parkem a nejvyšším podílem nízkopodlažních autobusů. Jako jediný z dopravců v PID má 100% zastoupení nízkopodlažních autobusů a jako jediný z dopravců v PID má ve vozovém parku 100% zastoupení vozů mladších 12 let; průměrné stáří činilo v 1. čtvrtletí 2013 jen 2,0 roků, čemuž se z ostatních dopravců nejvíce blíží PROBO BUS s průměrným stářím vozidel 6,7 roku.
V roce 2025 provozuje celkem 43 autobusů značek SOR (19), BMC (11), Dekstra (2), Erduman (2), Rošero (3), SKD (3), Iveco (1), Isuzu (2)

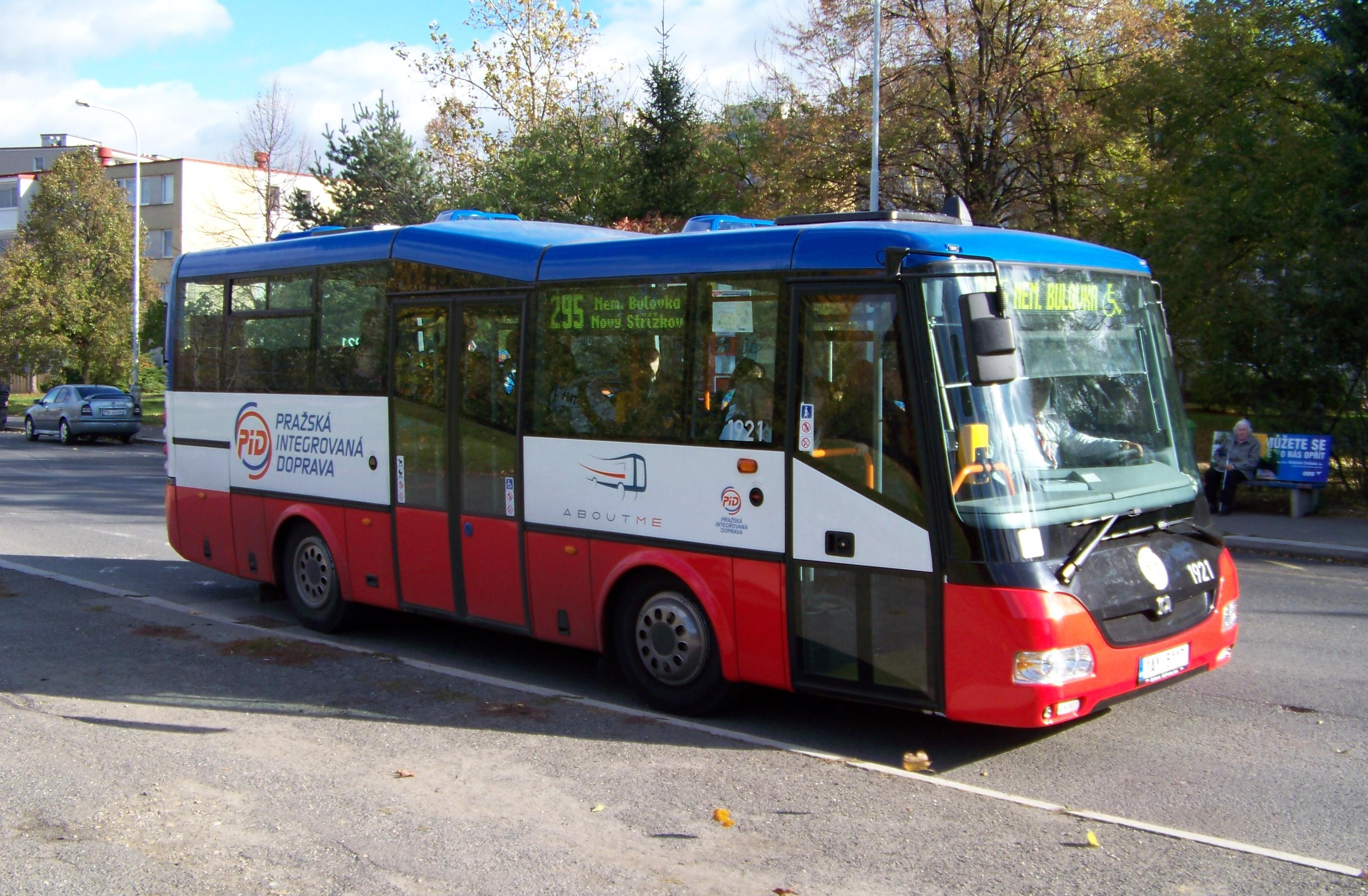
SOR CN 8,5 na lince 295 v zastávce Poliklinika Prosek, říjen 2010
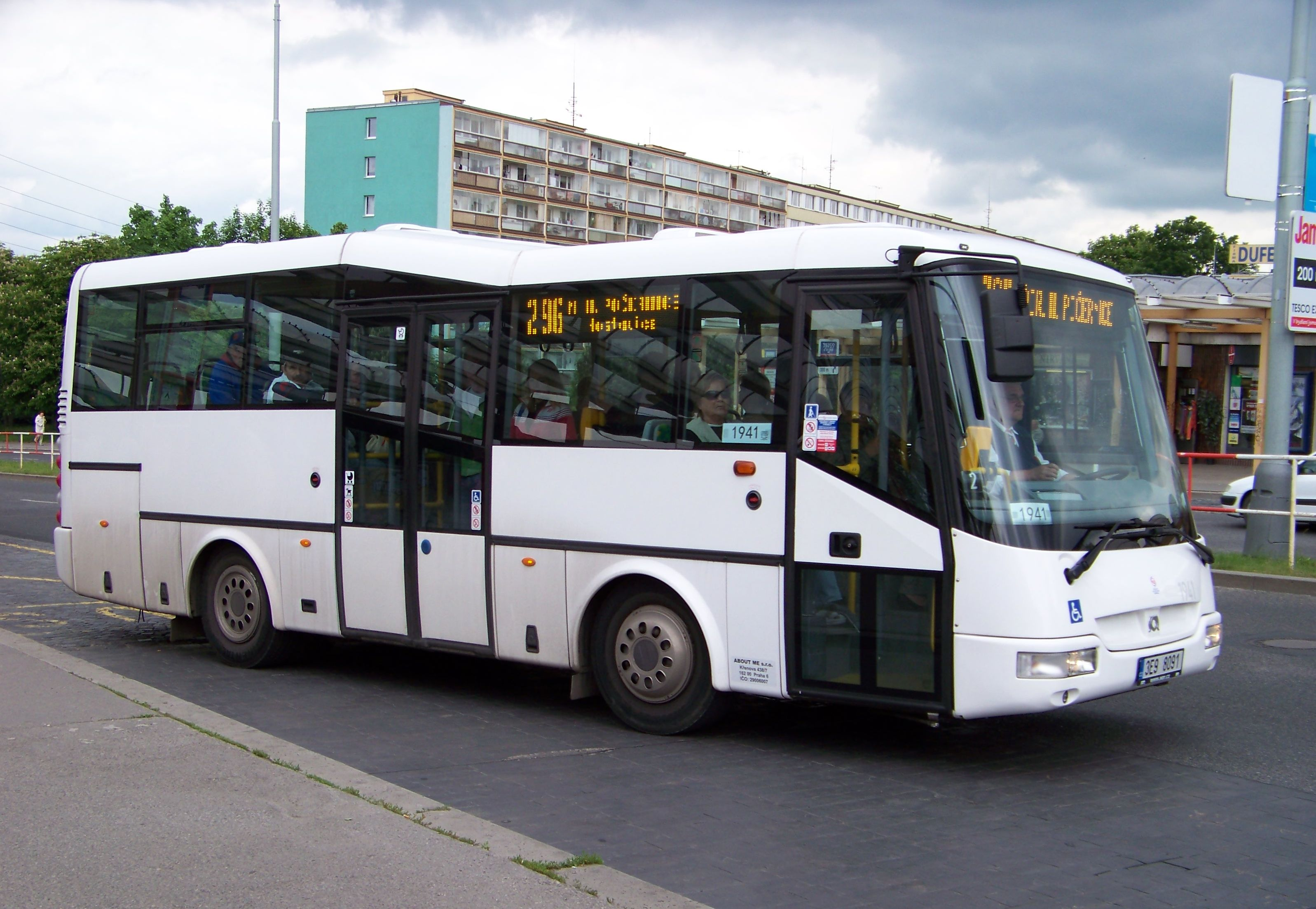
SOR CN 8,5 v bílé variantě, Skalka, linka 296, květen 2012
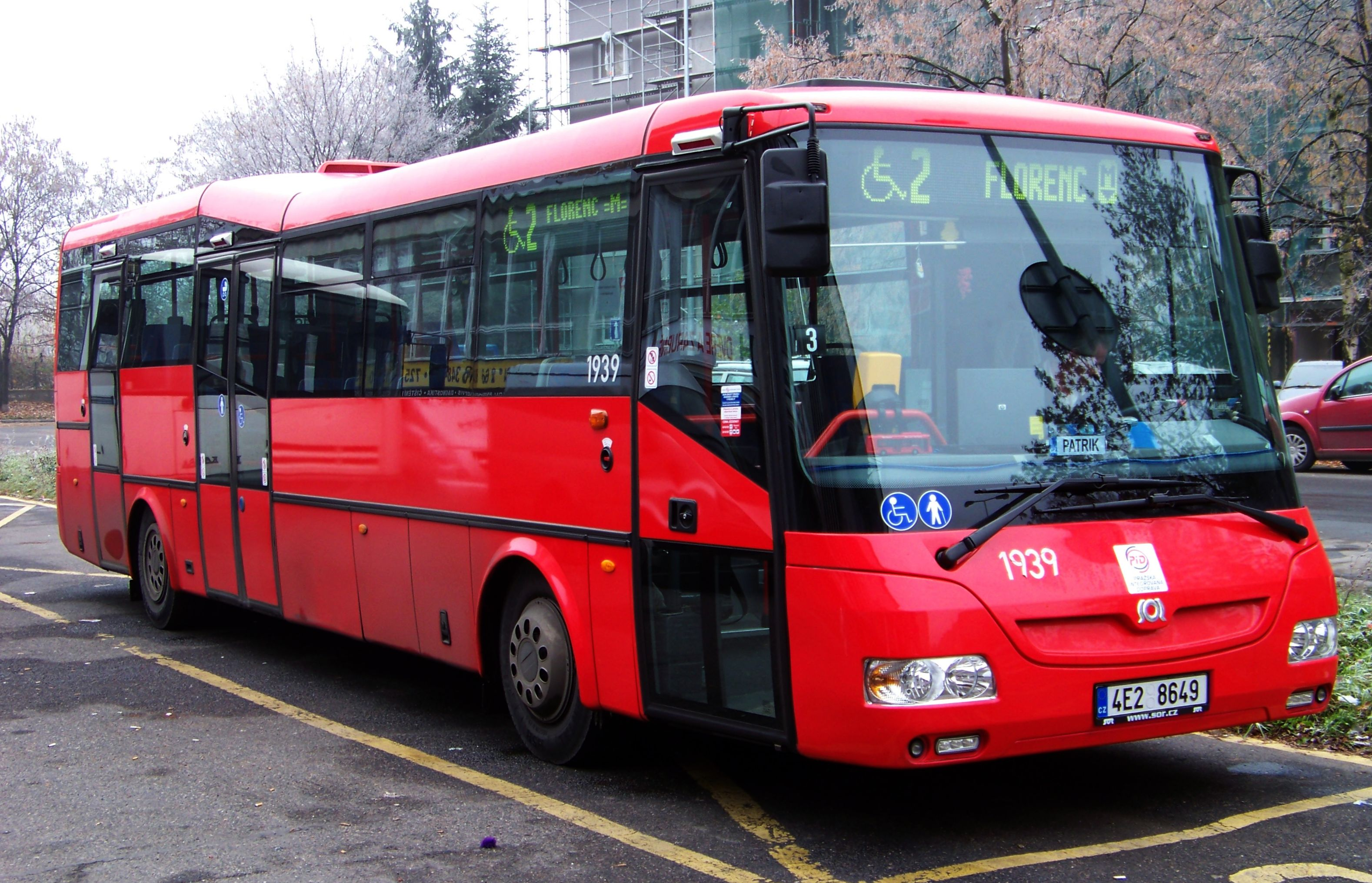
SOR BN 10,5 na lince H2 v otočce Centrum Zahradní Město, listopad 2011
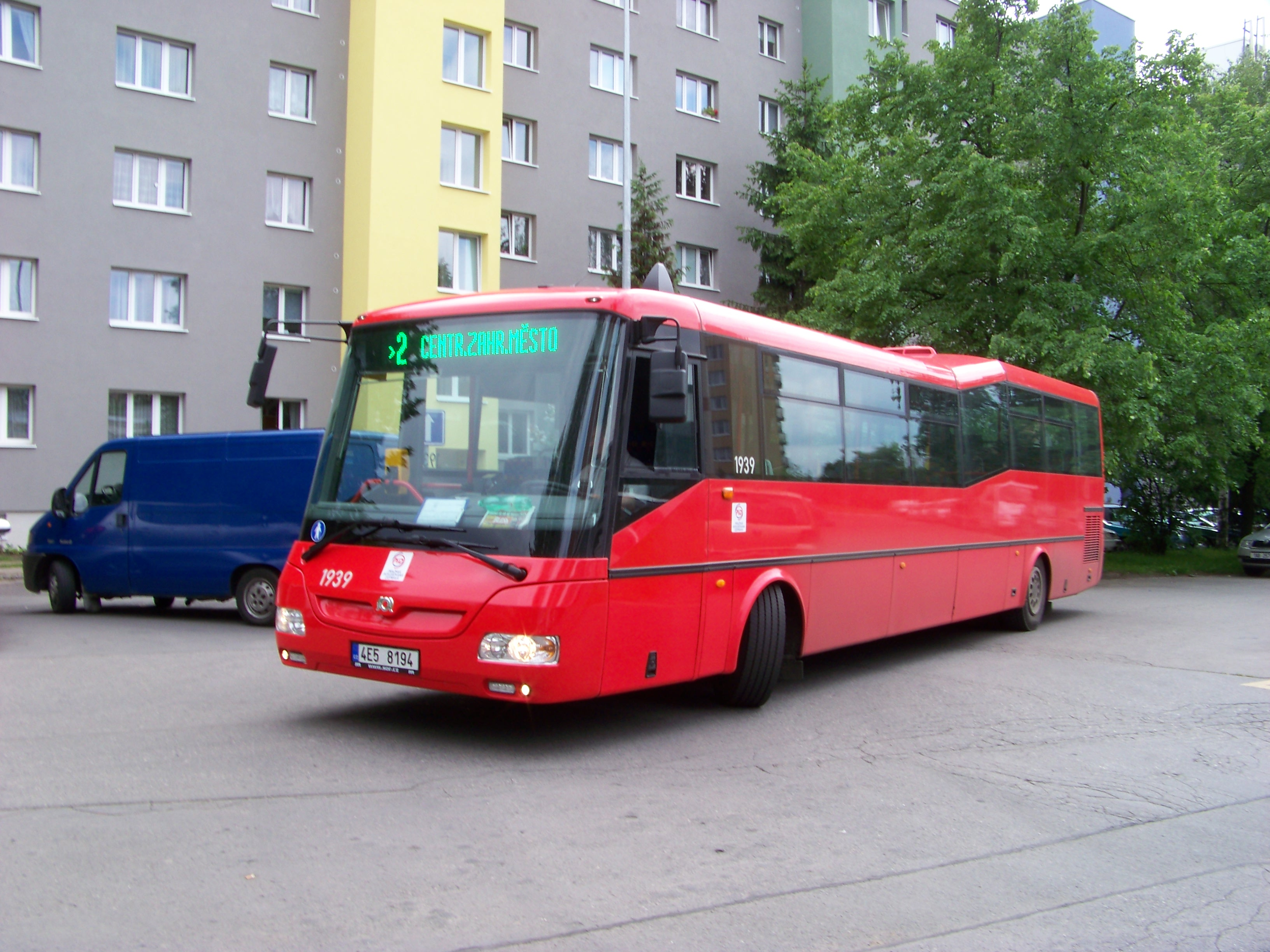
SOR BN 12 na lince H2 v otočce Centrum Zahradní Město, květen 2012
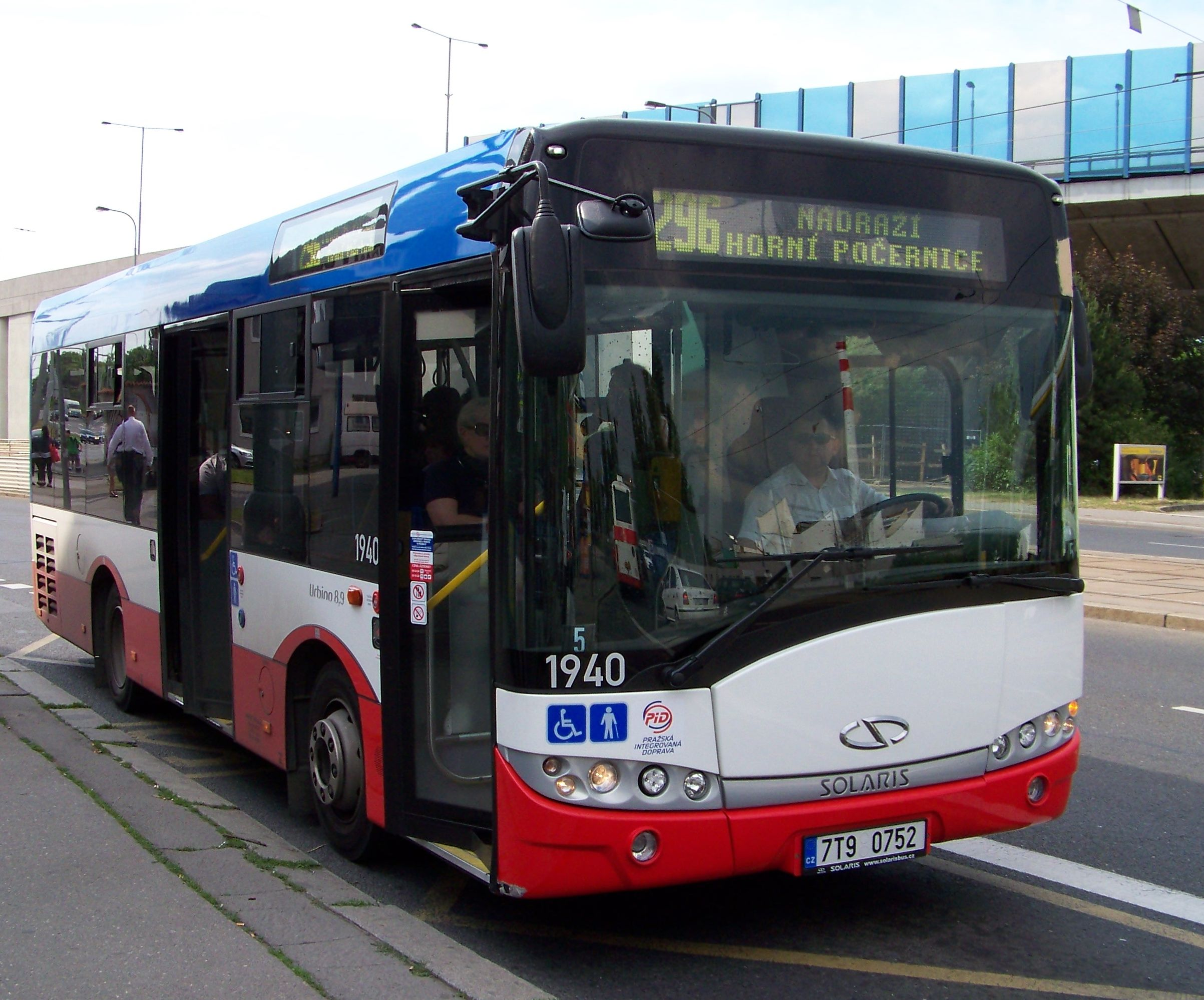
Solaris Urbino 8,9 na lince 296, zastávka Zahradní Město, květen 2012
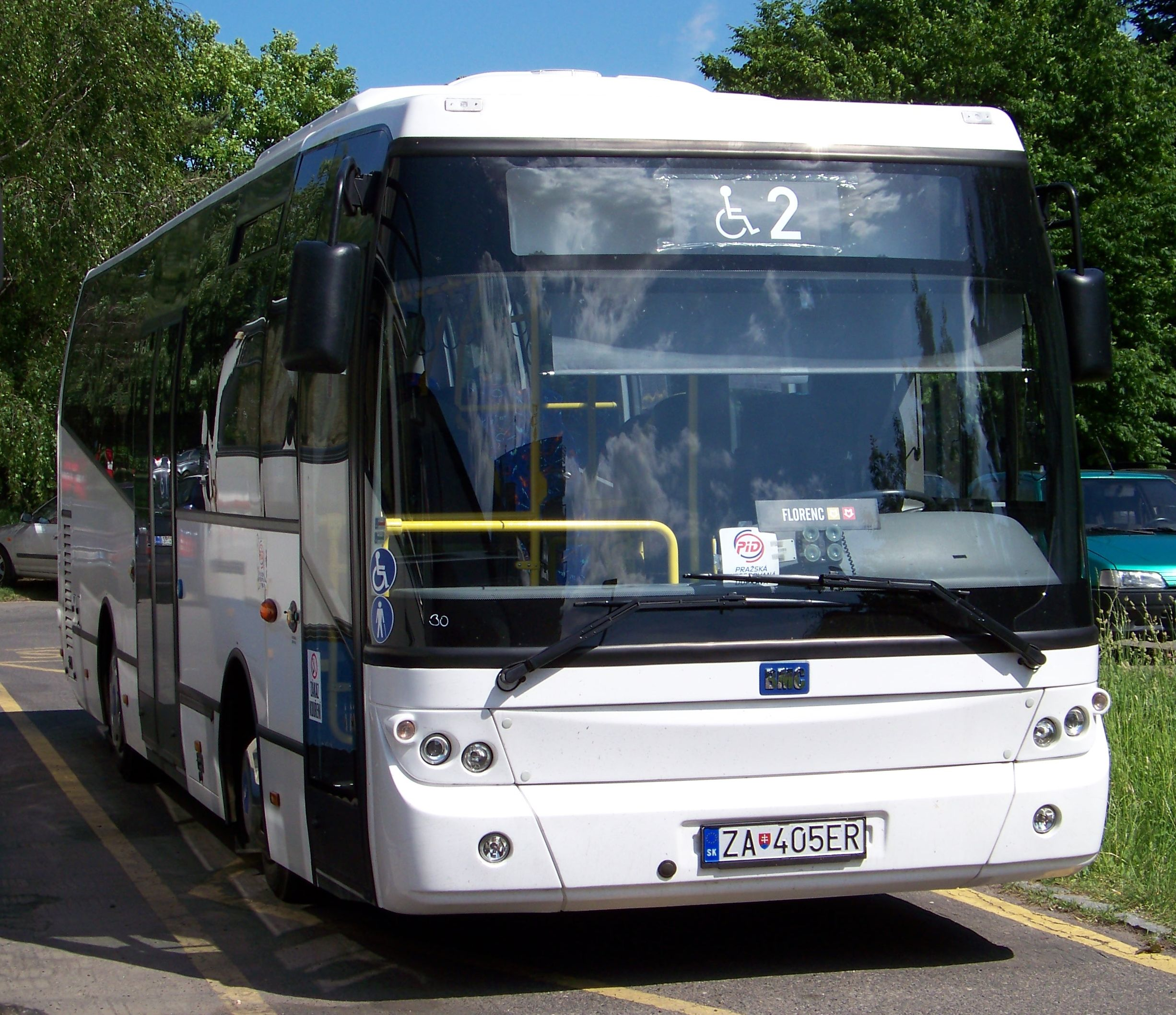
BMC Hawk na lince H2 v otočce Centrum Zahradní Město, květen 2011
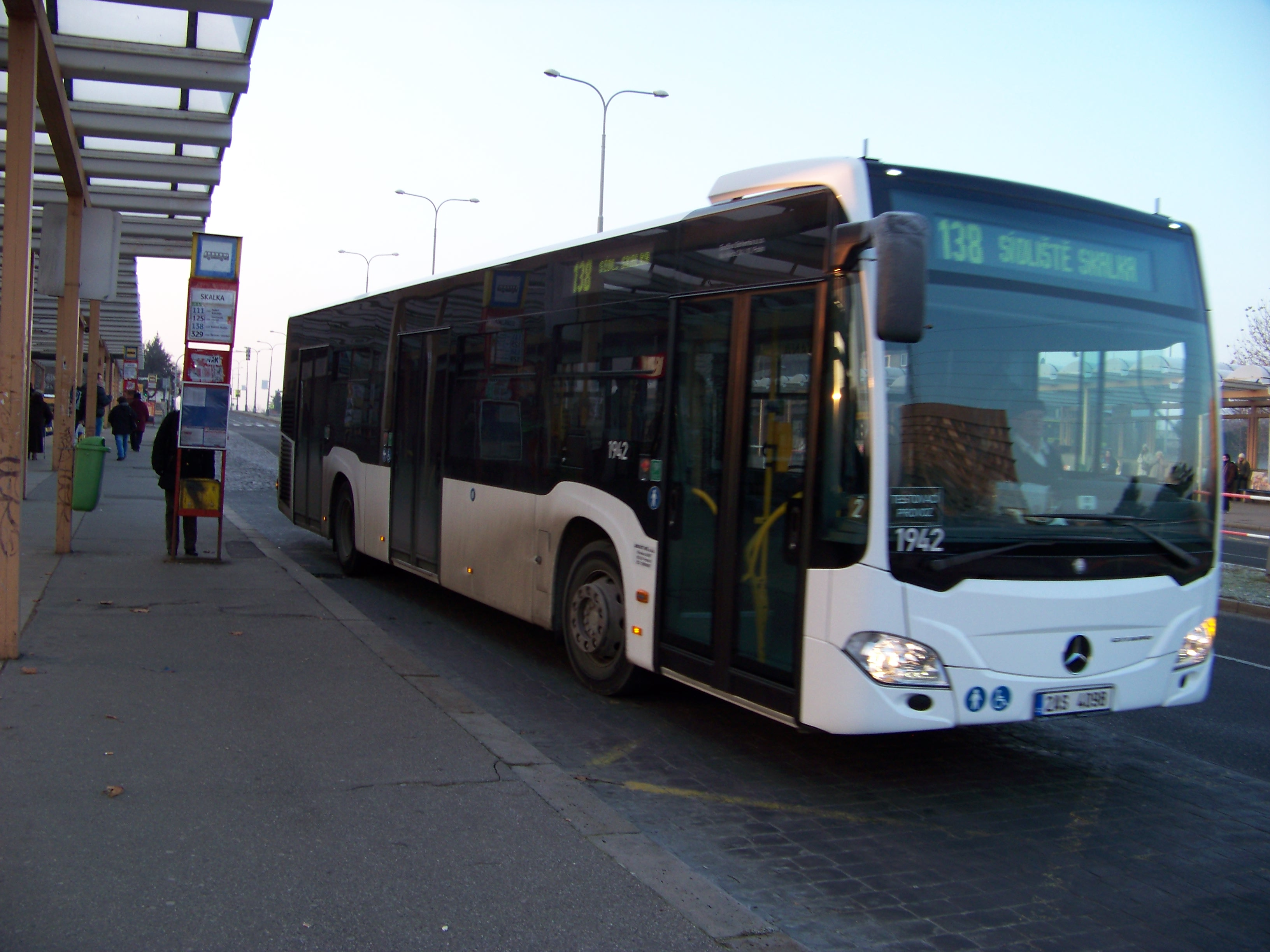
Mercedes-Benz Citaro na lince 138 v zastávce Skalka, prosinec 2012
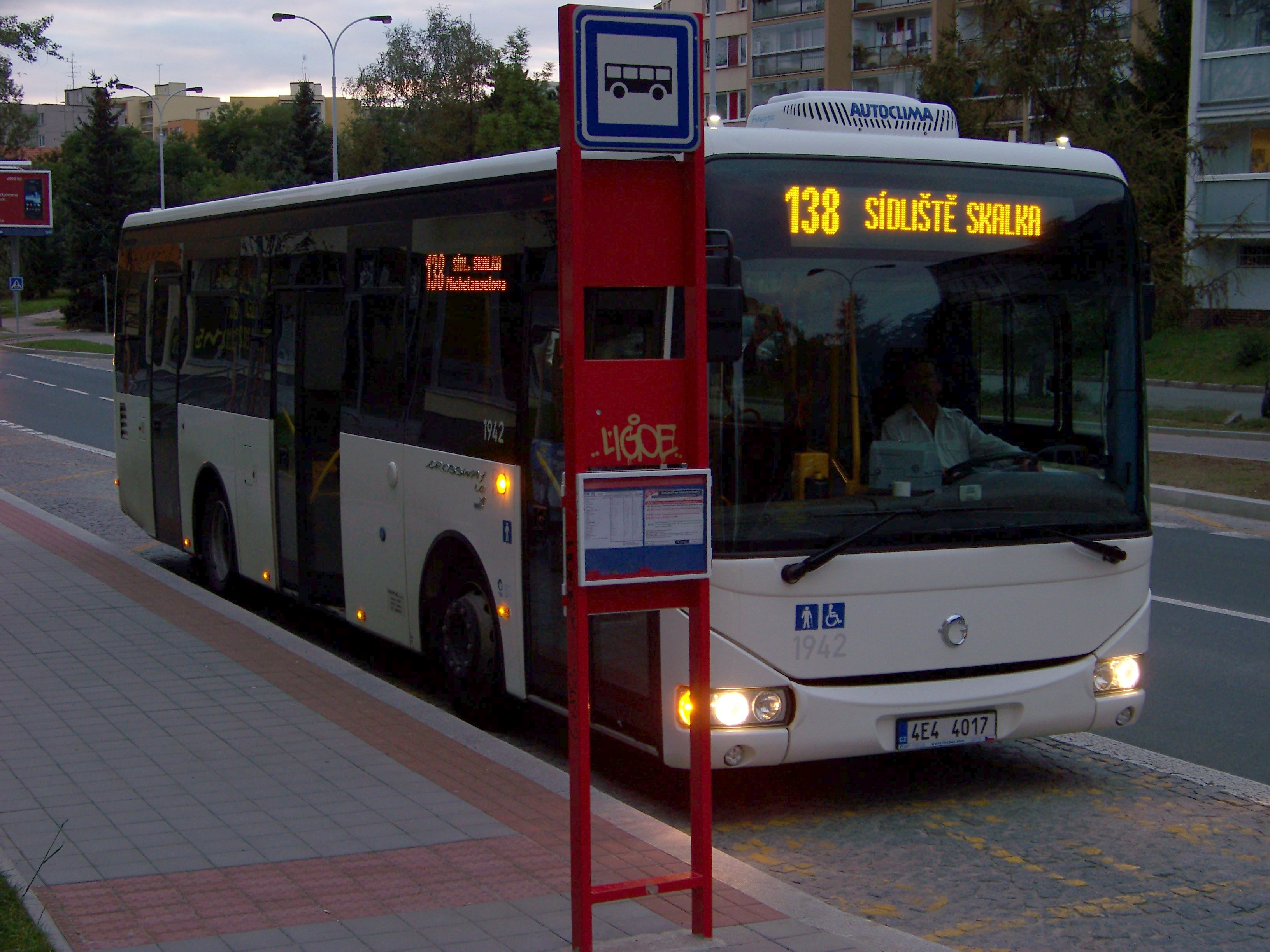
Irisbus Crossway LE na lince 138 v zastávce Záběhlická škola, září 2012
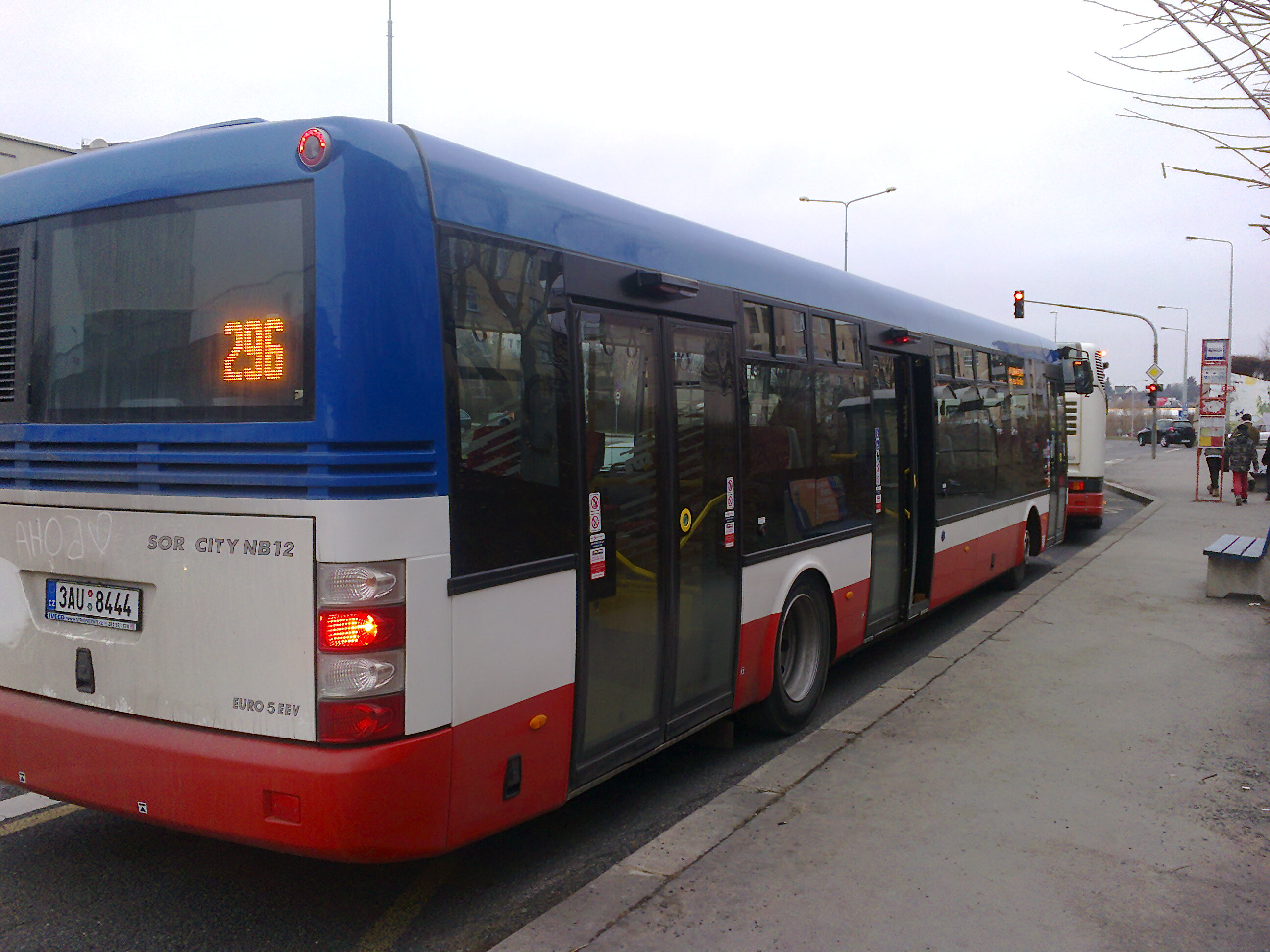
Třídveřový SOR NB 12 ve zkušebním provozu na lince 296 v zastávce Breitcetlova, prosinec 2013
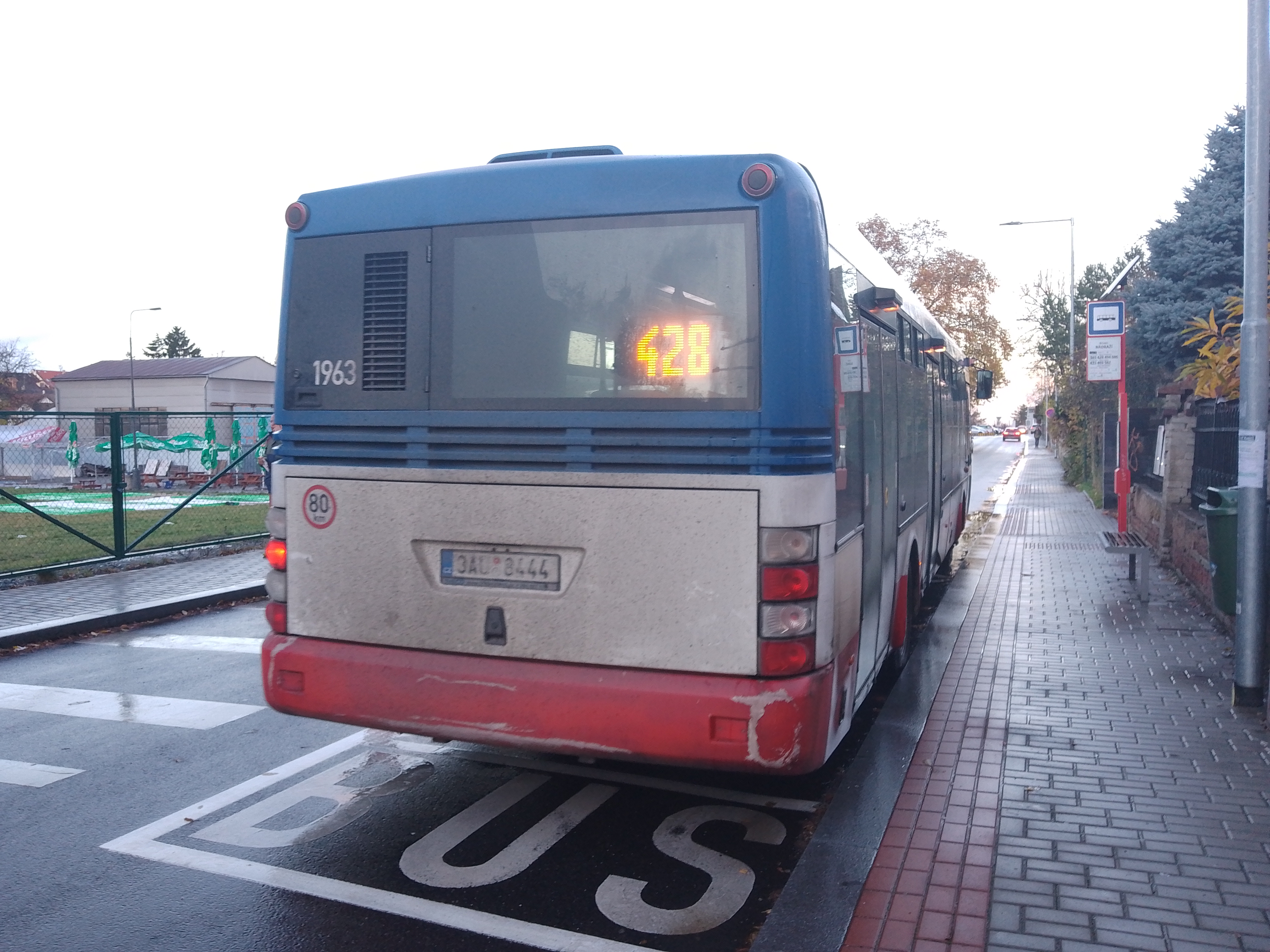
Třídveřový SOR NB 12 na lince 428 v zastávce Říčany,nádraží, listopad 2023

## Spolupráce se školami
ABOUT ME uzavřela se Střední průmyslovou školou dopravní Masná a se Střední průmyslovou školou dopravní Motol smlouvu o krátkodobých odborných praxích pro studenty těchto škol.